# Rosina (Slowakije)
Rosina is een Slowaakse gemeente in de regio Žilina, en maakt deel uit van het district Žilina.
Rosina telt 3.026 inwoners.